# 121-es busz (Pécs)
A pécsi 121-es jelzésű autóbusz Uránváros és a Kertváros között közlekedik, közben érinti a Hőerőművet illetve a Baromfi-feldolgozót.

## Útvonala
| Uránváros → Mohácsi út (→ Finn utca → Alexandra) → Kertváros | Kertváros → (Alexandra → Finn utca →) Mohácsi út → Uránváros |
| --- | --- |
| Uránváros – Ürögi sor – Makay István út – Esztergár Lajos utca – Ybl Miklós utca – Építők útja – Tüzér utca – Athinay utca – József Attila utca – Nagy Lajos király útja – Rákóczi út – Zsolnay Vilmos utca – Mohácsi út – Hegedűs János utca – Finn utca – forduló – Finn utca – Hegedűs János utca – Mohácsi út – Alexandra, forduló – Mohácsi út – Edison utca – Hőerőmű, forduló – Edison utca – – Kanizsai Dorottya út – Maléter Pál út – Nagy Imre út – Sztárai Mihály út – Kertváros                                                    | Kertváros – Sztárai Mihály út – Nagy Imre út – Maléter Pál út – Kanizsai Dorottya út – – Edison utca – Hőerőmű, forduló – Edison utca – Mohácsi út – Alexandra, forduló – Mohácsi út – Hegedűs János utca – Finn utca – forduló – Finn utca – Hegedűs János utca – Mohácsi út – Zsolnay Vilmos utca – Rákóczi út – Nagy Lajos király útja – József Attila utca – Athinay utca – Tüzér utca – Építők útja – Ybl Miklós utca – Esztergár Lajos utca – Makay István út – Ürögi sor – Uránváros |
| Kertváros → Finn utca → Mohácsi út → Ledina → Uránváros | |
| Kertváros – Sztárai Mihály út – Nagy Imre út – Maléter Pál út – Kanizsai Dorottya út – – Edison utca – Hőerőmű, forduló – Edison utca – Mohácsi út – Hegedűs János utca – Finn utca – forduló – Finn utca – Hegedűs János utca – Mohácsi út – Engel János József utca – Vadász utca – Felsővámház utca – Király utca – Lánc utca – Zsolnay Vilmos utca – Rákóczi út – Nagy Lajos király útja – József Attila utca – Athinay utca – Tüzér utca – Építők útja – Ybl Miklós utca – Esztergár Lajos utca – Makay István út – Ürögi sor – Uránváros | |

## Megállóhelyei
| 121 (Kertváros – Hőerőmű – (Alexandra – Finn utca – Ledina –) Árkád – Uránváros) |          |                         |          | |                                                                                            |
| Perc (↓)                                                                         | Perc (↓) | Megállóhely             | Perc (↑) | Megállóhelyet érintő járatok | Létesítmények                                                                              |
| 0                                                                                | 0        | Kertváros végállomás    | 44       | 3, 3E, 6, 6E, 22, 23, 23Y, 24, 55, 61, 62, 103, 121, 130, 130A · Helyközi autóbuszok                                                                                       |                                                                                            |
| 2                                                                                | 2        | Csontváry utca          | 42       | 1, 3, 3E, 6, 6E, 7, 7Y, 22, 23, 23Y, 24, 55, 60, 60A, 60Y, 61, 62, 73, 73Y, 103, 107E, 109E, 121, 130, 130A, 142                                                           |                                                                                            |
| 3                                                                                | 3        | Várkonyi Nándor utca    | 41       | 1, 3, 3E, 6, 6E, 8, 33, 55, 60, 60A, 60Y, 103, 121, 130, 130A · Helyközi autóbuszok                                                                                        |                                                                                            |
| 4                                                                                | 4        | Lahti utca              | 40       | 1, 3, 3E, 6, 6E, 8, 33, 55, 60, 60A, 60Y, 103, 121, 130, 130A · Helyközi autóbuszok                                                                                        |                                                                                            |
| 5                                                                                | 5        | Krisztina tér           | 38       | 1, 6, 6E, 8, 33, 55, 60, 60A, 60Y, 121, 130, 130A · Helyközi autóbuszok |                                                                                            |
| 7                                                                                | 7        | Littke József utca      | 36       | 6, 6E, 7, 7Y, 8, 73, 73Y, 107E, 109E, 121, 142 |                                                                                            |
| 9                                                                                | 9        | Árpádváros              | 34       | 41, 41E, 42Y, 43, 121, 142 |                                                                                            |
| 14                                                                               | 14       | Baromfifeldolgozó       | 29       | 20, 21, 121 |                                                                                            |
| 15                                                                               | 15       | Pécsbánya-rendező       | 27       | 20, 21, 121 · Pécsbánya-Rendező | Vasútállomás                                                                               |
| 16                                                                               | 16       | Hőerőmű                 | 26       | 20, 21, 21A, 121 |                                                                                            |
| 17                                                                               | 17       | Edison utca             | 25       | 20, 21, 21A, 121 |                                                                                            |
| ∫                                                                                | ∫        | Francia utca            | (+3)     | 20, 21, 121 |                                                                                            |
| ∫                                                                                | (+2)     | Alexandra               | (+2)     | 20, 21, 121 |                                                                                            |
| 19                                                                               | 19       | Strauss Metal           | (+1)     | 20, 21, 21A, 121 |                                                                                            |
| 21                                                                               | (+3)     | Finn utca               | (+2)     | 16, 20, 21, 21A, 121 · Helyközi autóbuszok |                                                                                            |
| ∫                                                                                | ∫        | Strauss Metal           | 24       | 20, 21, 21A, 121 |                                                                                            |
| 25                                                                               | 20       | Téglagyár               | 22       | 20, 21, 21A, 121 |                                                                                            |
| 27                                                                               | ∫        | Autójavító              | ∫        | 2, 2A, 4, 4Y, 13, 13E, 13Y, 14, 14Y, 15, 15A, 20, 21, 21A, 25, 26, 30Y, 60, 60A, 60Y, 102, 102Y, 104, 104A, 104E, 104Y, 121 · Helyközi autóbuszok                          |                                                                                            |
| 28                                                                               | ∫        | Engel János József utca | ∫        | 25, 26, 27, 27Y, 40, 121 |                                                                                            |
| 29                                                                               | ∫        | Pósa Lajos utca         | ∫        | 25, 26, 27, 27Y, 40, 121 |                                                                                            |
| 30                                                                               | ∫        | Ledina                  | ∫        | 25, 26, 27, 27Y, 40, 121 |                                                                                            |
| 31                                                                               | ∫        | Bóbita Bábszínház       | ∫        | 25, 26, 27, 27Y, 40, 121 |                                                                                            |
| 32                                                                               | ∫        | Major utca              | ∫        | 25, 26, 27, 27Y, 40, 121 |                                                                                            |
| 33                                                                               | ∫        | Búza tér                | ∫        | 25, 26, 27, 27Y, 28, 28A, 28Y, 29, 30Y, 33, 38, 38Y, 39, 40, 44, 121, 140                                                                                                  |                                                                                            |
| ∫                                                                                | 23       | Mohácsi út              | 20       | 2, 2A, 4, 4Y, 13, 13E, 13Y, 14, 14Y, 15, 15A, 20, 21, 21A, 25, 26, 30Y, 60, 60A, 60Y, 102, 102Y, 104, 104A, 104E, 104Y, 121 · Helyközi autóbuszok                          | ATI, Autóklub                                                                              |
| ∫                                                                                | 25       | Zsolnay Negyed          | 18       | 2, 2A, 4, 4Y, 13, 13E, 13Y, 14, 14Y, 15, 15A, 20, 21, 21A, 30Y, 60, 60A, 60Y, 102, 102Y, 104, 104A, 104E, 104Y, 121                                                        | Balokány-liget, Zsolnay porcelángyár, EKF kulturális negyed                                |
| ∫                                                                                | 27       | 48-as tér               | 16       | 2, 2A, 2E, 4, 4Y, 13, 13E, 13Y, 14, 14Y, 15, 15A, 20, 21, 21A, 30Y, 60, 60A, 60Y, 102, 102Y, 104, 104A, 104E, 104Y, 121 · Helyközi autóbuszok · Pécs-Külváros              | Egyetemi kollégium, Egyesített Egészségügyi Intézmény kirendeltsége, EKF kulturális negyed |
| 35                                                                               | 29       | Rákóczi út              | 15       | 20, 21, 21A, 22, 23, 23Y, 24, 25, 26, 27, 27Y, 28, 28Y, 29, 33, 38, 38Y, 39, 40, 44, 60, 60A, 60Y, 121, 140                                                                |                                                                                            |
| 36                                                                               | 31       | Árkád, autóbusz-állomás | 13       | 3, 3E, 6, 6E, 7, 7Y, 8, 20, 21, 21A, 22, 23, 23Y, 24, 41, 41E, 41Y, 42, 42Y, 43, 60, 60A, 60Y, 73, 73Y, 103, 107E, 109E, 121, 130, 130A · Helyközi és távolsági autóbuszok | Árkád, Távolsági autóbusz-állomás                                                          |
| 37                                                                               | 33       | Szabadság utca          | 11       | 21, 21A, 22, 23, 23Y, 24, 121 |                                                                                            |
| 39                                                                               | 35       | Megyeri tér             | 9        | 21, 21A, 22, 23, 23Y, 24, 121 |                                                                                            |
| 41                                                                               | 37       | Tüzér utca              | 8        | 1, 2, 2A, 2E, 21, 21A, 55, 102, 102Y, 121 |                                                                                            |
| 42                                                                               | 39       | Kulturális Központ      | 5        | 1, 2, 2A, 2E, 21, 21A, 102, 102Y, 121 |                                                                                            |
| 43                                                                               | 41       | Mecsek Áruház           | 3        | 1, 2, 2A, 2E, 4, 4Y, 21, 21A, 22, 23, 23Y, 24, 102, 102Y, 104, 104A, 104E, 104Y, 121 · Helyközi autóbuszok                                                                 | Mecsek Áruház, Bánki Donát Úti Általános Iskola Intézményegység                            |
| 45                                                                               | 42       | Olympia Üzletház        | 1        | 1, 2, 2A, 2E, 4, 4Y, 21, 21A, 22, 23, 23Y, 24, 102, 102Y, 104, 104A, 104E, 104Y, 121                                                                                       |                                                                                            |
| 47                                                                               | 44       | Uránváros végállomás    | 0        | 1, 2, 2A, 2E, 4, 4Y, 21, 21A, 22, 23, 23Y, 24, 25, 25A, 26, 26A, 27, 27Y, 28, 28A, 28Y, 29, 102, 102Y, 104, 104A, 104E, 104Y, 107E, 121 · Helyközi autóbuszok              | Autóbusz-állomás, Gyógyszertári Központ                                                    |